# Kozłowszczyzna (obwód grodzieński)
Kozłowszczyzna (biał. Казлоўшчына) – osiedle typu miejskiego na Białorusi w rejonie zdzięcielskim obwodu grodzieńskiego, 1,9 tys. mieszkańców (2010), położone pomiędzy Słonimiem a Zdzięciołem.
Znajduje się tu parafialna cerkiew prawosławna pw. Zaśnięcia Matki Bożej.
Wieś szlachecka położona była w końcu XVIII wieku w powiecie słonimskim województwa nowogródzkiego.
Miejscowość w Imperium Rosyjskim znajdowała się w guberni grodzieńskiej w powiecie słonimskim, po I wojnie światowej do września 1939 w II Rzeczypospolitej w województwie nowogródzkim w powiecie słonimskim, siedziba wiejskiej gminy Kozłowszczyzna.